# Phelister pulvis
Phelister pulvis är en skalbaggsart som beskrevs av Sylvain Auguste de Marseul 1861. Phelister pulvis ingår i släktet Phelister och familjen stumpbaggar. Inga underarter finns listade i Catalogue of Life.